# Bonellia stenophylloides
Bonellia stenophylloides är en viveväxtart som först beskrevs av Attila L. Borhidi, och fick sitt nu gällande namn av Lepper och J.E.Gut. Bonellia stenophylloides ingår i släktet Bonellia och familjen viveväxter. Inga underarter finns listade i Catalogue of Life.